# Українська мова (срібна монета)
«Українська мова» — пам'ятна срібна монета номіналом 10 гривень, введена Національним банком України в День української писемності та мови в 2023 році та присвячена державній мові України.
Монету введено в обіг 27 жовтня 2023 року. Вона належить до серії «Духовні скарби України».
На реверсі подано 32 літери української абетки замість 33. Пропущена буква Т. 
Літери на реверсі відтворені за мотивами кириличної абетки давньоруської доби, українського скоропису XVI — XVIII століть і дизайну українських художників ХХ — ХХІ століть. Наприклад, літера Н перегукується з Ν із козацьких літописів, О відсилає до шрифту, розробленого 1913 року Василем Кричевським і запозиченого Василем Лопатою для дизайну обігових монет 1992 і наступних років,(Щ) — до шрифту «Рутенія», створеного професором Василем Чебаником на основі письмових зразків давньоруської і козацької доби, тощо.

## Опис та характеристики монети
| Номінал грн. | Метал  | Маса, грам | Діаметр, мм. | Якість виготовлення       | Гурт                           | Тираж, штук |
| ------------ | ------ | ---------- | ------------ | ------------------------- | ------------------------------ | ----------- |
| 10           | срібло | 31.1       | 38,6         | спеціальний анциркулейтед | гладкий із заглибленим написом | 5 000       |

### Аверс
На аверсі монети розміщено стилізовану літеру Ї із соловейком, який сидить на одній з точок, що символізує мелодійність та співучість української мови, у центрі літери — малий державний Герб України. Навколо літери «ї» на дзеркальному тлі монети розміщено текстуру із контурів літер української абетки, що асоціативно нагадує гніздо, як символ дому та оберег родини. Внизу монети розміщено її номінал «10», графічний знак гривні і рік карбування монети — «2023».

### Реверс
На реверсі монети в центрі розташовано, яка складається з 32 літер української абетки. Бракує літери Т. У композиції виділені літери Ґ, Ї, Є, І з елементом оздоблення локальної позолоти. Серед фактурних літер композиції вирізняються літери У, К, Р, А, Ї, Н, И, що в поєднанні зі словами НАША МОВА утворюють вислів «наша мова України». Окремі елементи композиції реверсу символізують інтеграцію мови в сучасні гаджети, цифрові пристрої, інформаційні мережі.

## Автори
- Художник: Таран Володимир, Харук Олександр, Харук Сергій;
- Скульптор: Дем'яненко Володимир[1][2][11].

## Вартість монети
27 жовтня 2023 року інтернет-магазин нумізматичної продукції НБУ здійснив реалізацію монет у кількості 1000 штук. Вартість монети становила 2221 гривню (58,4 долара). 
Фактична приблизна вартість монети з роками змінювалася так:
| Рік        | 2023  | 2024  | 2025  |
| ---------- | ----- | ----- | ----- |
| Ціна, грн. | 3 900 | 3 900 | 4 100 |